# Georg Lenzberg
Georg Lenzberg (* 10. Mai 1856 in Barntrup; † 2. März 1922 in Hannover) war ein deutscher Jurist, Justizrat, Kommunal- und Landespolitiker sowie Förderer der Künste.

## Leben
Georg Lenzberg wurde zur Zeit des Königreichs Hannover geboren. Nach seinem Studien der Rechtswissenschaften betrieb er nach dem Ersten Weltkrieg in der noch jungen Weimarer Republik – gemeinsam mit Paul Siegel und Georg Lindemann – eine Anwaltskanzlei.
Als Mitglied der Deutschen Demokratischen Partei (DDP) wurde Lenzberg am 23. Februar 1919 zum Bezirksvorsteher gewählt und noch im selben Jahr am 5. März zum Wortführer des Bürgervorsteherkollegiums. Dieses Amt musste Lenzberg, der am 1. September 1919 für Friedrich Barlsen und für seine Partei auch in den Provinziallandtag der Provinz Hannover nachrückte, jedoch schon nach kaum zwei Jahren 1920 krankheitsbedingt niederlegen.
Georg Lenzberg war ein Förderer der Künste: In seinem Haus am Kantplatz im hannoverschen Stadtteil Kleefeld „verkehrten namhafte Künstler“ wie beispielsweise der Dirigent Max Reger oder der Maler Georg Tronnier. Lenzberg war auch mit dem Bildhauer Georg Herting befreundet.

## Ehrungen
- Posthum wurde der 1962 in den hannoverschen Stadtteilen Waldheim und Seelhorst angelegte Lenzbergweg nach dem Justizrat und Bürgervorsteher-Worthalter benannt, der sich laut dem Adressbuch der Stadt Hannover von 1963 „im November 1918 für dieses schwere Amt zur Verfügung gestellt hatte“.[4]